# Joan Jordán
Joan Jordán Moreno (Regencós, 6 de julho de 1994) é um futebolista espanhol que atua como volante. Atualmente joga no Sevilla.

## Carreira
Começou a carreira nas categorias de base do Espanyol, subindo ao time principal em 2014. Na temporada 2016–17 foi emprestado ao Valladolid, e em julho de 2017 foi contratado pelo Eibar.

## Títulos
Sevilla
- Liga Europa da UEFA: 2019–20 e 2022–23
- Desafio de Clubes da UEFA–CONMEBOL: 2023[2]